# Koji Hirose
Koji Hirose (廣瀬 浩二 Hirose Koji?), född 13 mars 1984 i Kyoto prefektur, är en japansk fotbollsspelare.
Hirose började sin karriär 2006 i Sagan Tosu. 2010 flyttade han till Tochigi SC.